# Landò
Landò is een plaats (frazione) in de Italiaanse gemeente Malonno.